# 泉头镇
泉头镇，是中华人民共和国辽宁省铁岭市昌图县下辖的一个乡镇级行政单位。

## 行政区划
泉头镇下辖以下地区：
泉头社区、马家村、大苇子村、护林村、石虎子村、泉头村、桥口东村、联合村、农林村、黄顶子村、二道村和林场。